# ТВ2-117

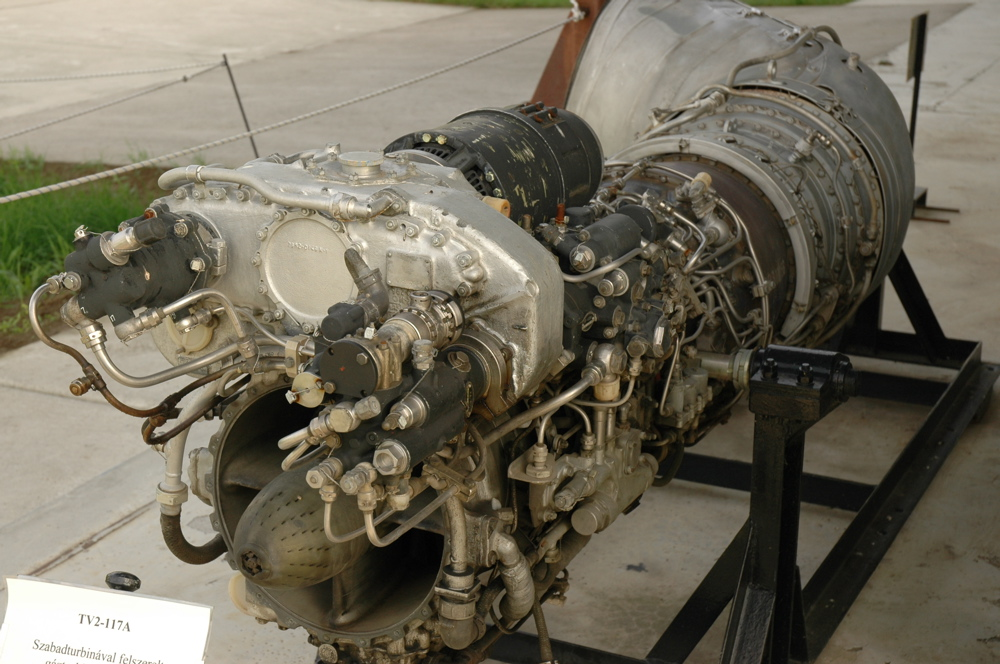
Двигатель ТВ2-117А

ТВ2-117 — авиационный турбовальный двигатель, разработанный в 1959—1964 годах в ОКБ имени В. Я. Климова под руководством С. П. Изотова. Выпускался серийно с 1965 по 1997 год. Всего на Пермском моторном заводе выпущено около 23 000 двигателей ТВ2-117, общая наработка которых составляет более 100 млн часов.
Двигатель предназначался для вертолёта Ми-8 и устанавливался на различные его модификации. Компрессор — 10-ступенчатый, с регулируемым входным направляющим аппаратом (РВНА) и РНА первых трёх ступеней, с перепуском воздуха из-за шестой ступени. Турбина компрессора — двухступенчатая, свободная турбина, приводящая полезную нагрузку — также двухступенчатая.

## Технические характеристики
| Технические характеристики двигателя ТВ2-117 | Технические характеристики двигателя ТВ2-117 |
| -------------------------------------------- | -------------------------------------------- |
| Мощность на взлётном режиме:                 | 1500 л. с.                                   |
| Удельный расход топлива:                     | 0,310 кг/л.с.·час                            |
| Мощность на крейсерском режиме:              | 1000 л. с.                                   |
| Удельный расход топлива:                     | 0,275 кг/л.с.·час                            |
| Длина:                                       | 2843 мм                                      |
| Ширина:                                      | 550 мм                                       |
| Высота:                                      | 748 мм                                       |
| Сухая масса:                                 | 334 кг                                       |
| Назначенный ресурс:                          | 12 000 часов                                 |

## Модификации

### ТВ2-117А
Конструктивно улучшенный серийный вариант двигателя.

### ТВ2-117АГ
Улучшенный вариант ТВ2-117А с дополнительным графитовым уплотнением подшипников. Двигатели ТВ2-117А при ремонте дорабатываются до ТВ2-117АГ.

### ТВ2-117Ф
Выпускался в 1970-х малой партией для вертолёта Ми-8ФТ для работы в сложных климатических условиях. При сохранении мощности на взлётном режиме 1500 л. с. двигатель при температуре окружающего воздуха +40 °C обеспечивает гарантированную мощность 1440 л. с., а также способен работать в чрезвычайном режиме с мощностью 1700 л. с. в случае отказа другого двигателя.

### ТВ2-117ТГ
ТВ2-117ТГ — политопливный двигатель, работающий на сжиженном пропанбутановом газе и газовых конденсатах, бензине, керосине, дизельном топливе (летнем, зимнем и их смесях в любых пропорциях). Устанавливался на вертолёты Ми-8ТГ для работы в районах с тяжёлыми климатическими условиями. Особую роль приобретает в условиях военного времени, когда нарушается снабжение топливом и снижается его качество.

### ТР2-117
Экспериментальный реактивный двигатель для беспилотного самолёта-разведчика.